# Hiệp sĩ Kerry

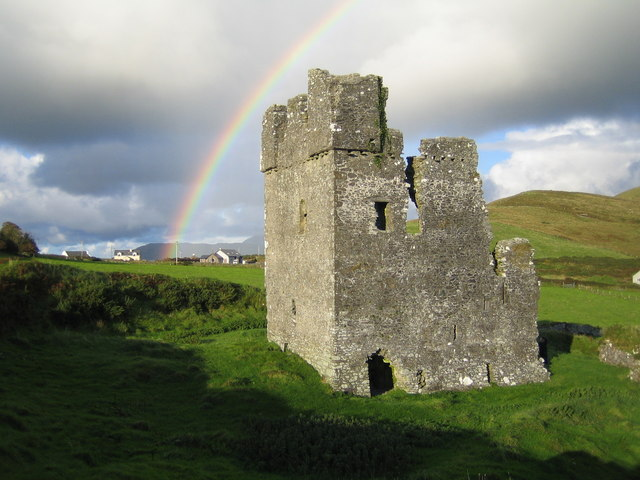
Lâu đài Rahinnane, nơi ở của các Hiệp sĩ từ năm 1500 đến 1650

Hiệp sĩ Kerry (tiếng Ireland: Ridire Chiarraí), còn được gọi là Hiệp sĩ xanh, là một trong ba hiệp sĩ cha truyền con nối Norman ở Ireland, tất cả đều tồn tại ở Ireland từ thời phong kiến. Hai dòng hiệp sĩ còn lại là Hiệp sĩ trắng (họ cố định là Fitzgibbon), không hoạt động từ thế kỷ XIX, và Hiệp sĩ Glin (Hiệp sĩ đen), không hoạt động từ năm 2011. Cả ba đều thuộc về triều đại FitzGerald thường được gọi là Geraldines, được tạo ra bởi Bá tước xứ Desmond trao cho bà con của họ.
Maurice Buidhe FitzJohn, Hiệp sĩ thứ nhất của Kerry, là con trai ngoài giá thú của John FitzGerald, Nam tước Desmond thứ nhất (mất năm 1261 trong Trận Callann), con trai của Thomas FitzMaurice, Lãnh chúa OConnello, con trai của Maurice FitzGerald, Lãnh chúa của Lanstephan, con trai của Vương nữ Nest Ferch Rhys xứ Deheubarth và Gerald de Windsor.